# Girlfriend (Michael Jackson-dal)
A Girlfriend Michael Jackson amerikai énekes ötödik, utolsó kislemeze az áttörést meghozó ötödik szólóalbumáról, az Off the Wallról. A dalt Paul McCartney írta. Úgy gondolta, Michael Jackson szívesen elénekelné, és meg is említette neki egy hollywoodi partin. (Jackson több, az 1970-es években adott interjújában is említette, hogy nagy rajongója a The Beatlesnek, és új projektjéhez nagy ihletet adott, hogy felénekelhet egy McCartney-dalt.) Végül azonban először McCartney vette fel a dalt együttesével, a Wingsszel, és 1978-ban meg is jelentették London Town című albumukon. Quincy Jones ezután javasolta Jacksonnak, hogy énekelje fel a dalt az Off the Wall albumhoz. Jones nem tudta, hogy a dalt eredetileg is Jacksonnak szánták.
Jackson kislemeze 1980-ban jelent megy, csak az Egyesült Királyságban. Nem aratott akkora sikert, mint az album előző kislemezei, csak a 41. helyig jutott és öt hét után teljesen kiesett a top 100-ból.
McCartney és Jackson később is dolgoztak együtt, a The Girl Is Mine című dalon, ami Jackson Thriller albumán jelent meg, valamint a Say Say Say és a The Man címűeken McCartney Pipes of Peace albumán. Együttműködésüknek az 1980-as években lett vége, a közhiedelem szerint azért, mert Jackson megvásárolta az ATV Music katalógust, benne több Beatles-szerzemény szerzői jogával, és ez McCartneynak nem tetszett; valójában azonban McCartney nem ellenkezett, amikor Jackson 1985-ben megvásárolta az ATV Music Publishing katalógusát (benne majdnem minden Beatles-dal szerzői jogával). McCartney szerint azért távolodtak el egymástól Jacksonnal, mert mikor több részesedést kért, Jackson nem adta meg neki.

## Számlista
7" kislemez (Egyesült Királyság)
1. Girlfriend – 3:04
2. Bless His Soul (a The Jacksonsszal)

## Közreműködők
- Zeneszerző és szövegíró: Paul McCartney
- Producer: Quincy Jones
- Ének és vokál: Michael Jackson
- Basszusgitár: Louis Johnson
- Dobok: John Robinson
- Elektromos zongora: Greg Phillinganes
- Szintetizátor: David Foster
- Szintetizátorprogram: George Duke
- Gitár: Wah Wah Watson and Marlo Henderson
- Fúvósok: Jerry Hey és a The Seawind Horns:
  - Trombita és szárnykürt: Jerry Hey
  - Tenor-, altszaxofon és fuvola: Larry Williams
  - Bariton-, tenorszaxofon és fuvola: Kim Hutchcroft
  - Trombon: William Reichenbach
  - Trombita: Gary Grant
- Zenei elrendezés: Quincy Jones, Tom Bahler és Greg Phillinganes
- Vokális elrendezés: Michael Jackson és Quincy Jones